# Myllypuro (métro d'Helsinki)
Myllypuro (en finnois : Myllypuro et en suédois : Kvarnbäcken) est une station de la ligne M1 du métro d'Helsinki. Elle est située section Myllypuro du quartier de Vartiokylä, à Helsinki en Finlande.
Mise en service en 1986, elle est desservie par les rames de la ligne M2.

## Situation sur le réseau

Plan du métro.

Établie en tranchée ouverte, Myllypuro est une station de passage de la ligne M2 du métro d'Helsinki. Elle est située entre la station Itäkeskus en direction du  terminus ouest Tapiola, et de la station Kontula, en direction du terminus nord Mellunmäki.
Elle dispose d'un quai central encadré par les deux voies de la ligne.

## Services aux voyageurs

### Accès et accueil
Station en tranchée ouverte, elle dispose de deux accès situés sur des ponts. Les accès disposent tous d'escaliers mécaniques et des ascenseurs pour l'accessibilité des personnes à la mobilité réduite.

Installations
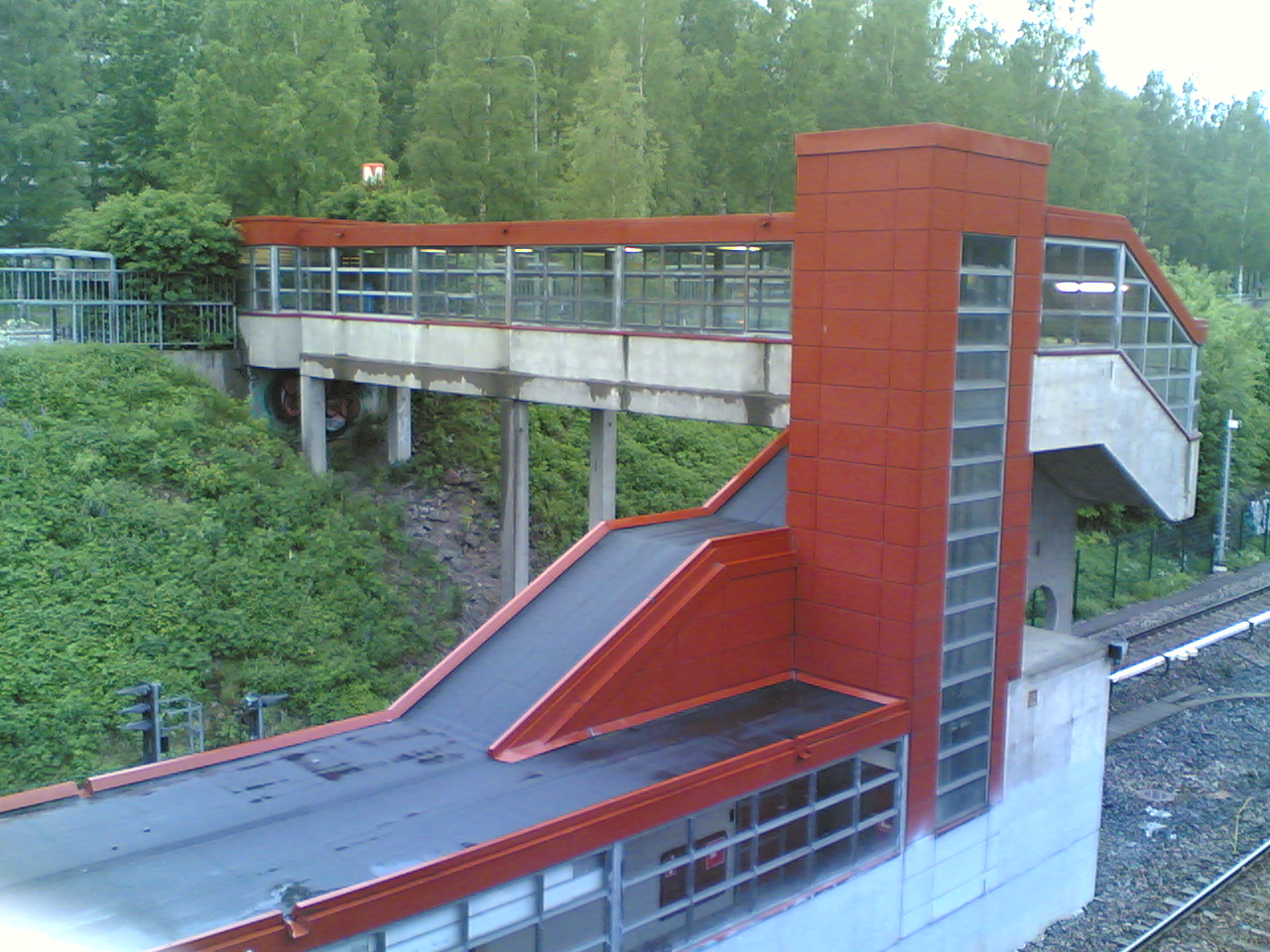
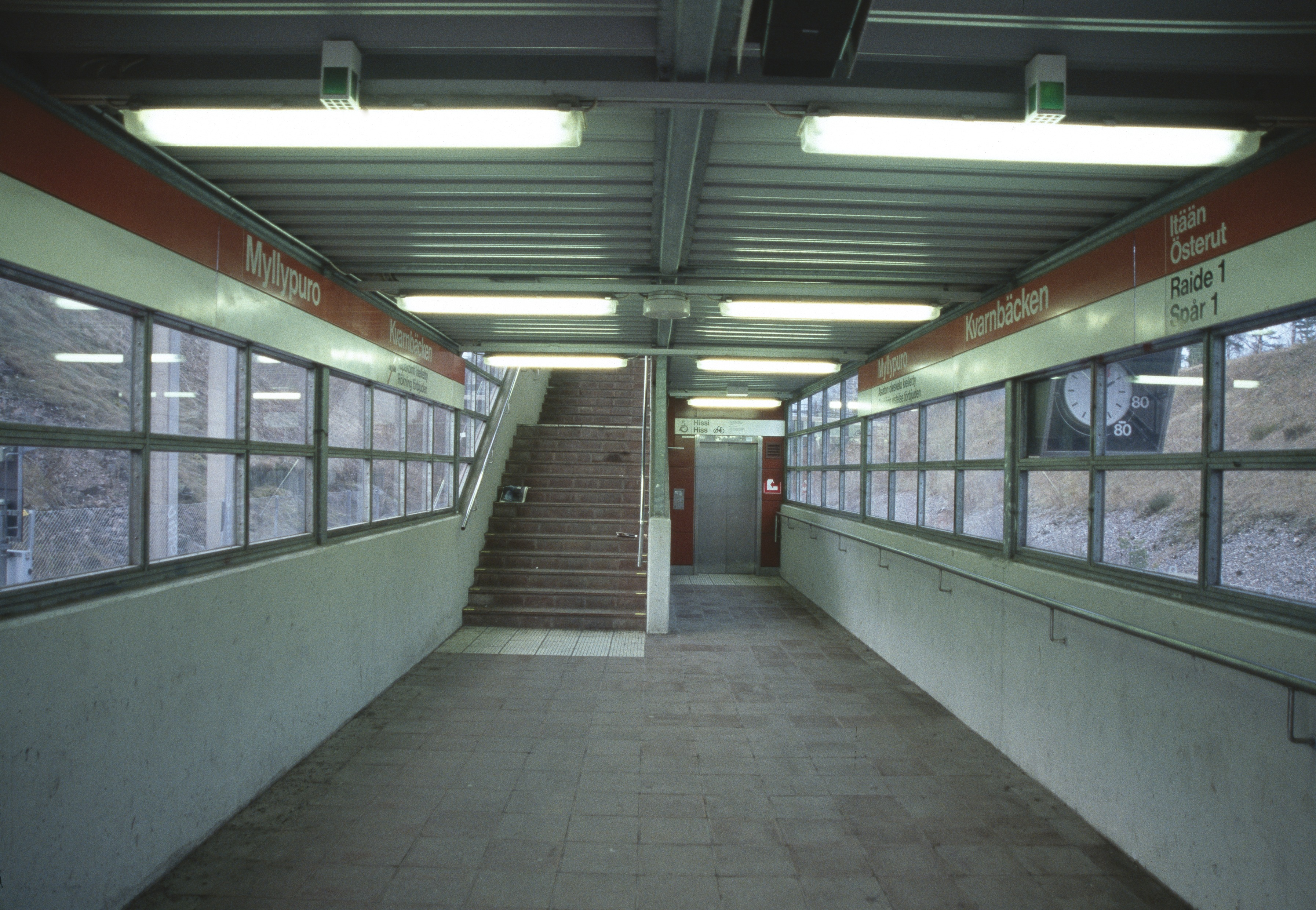
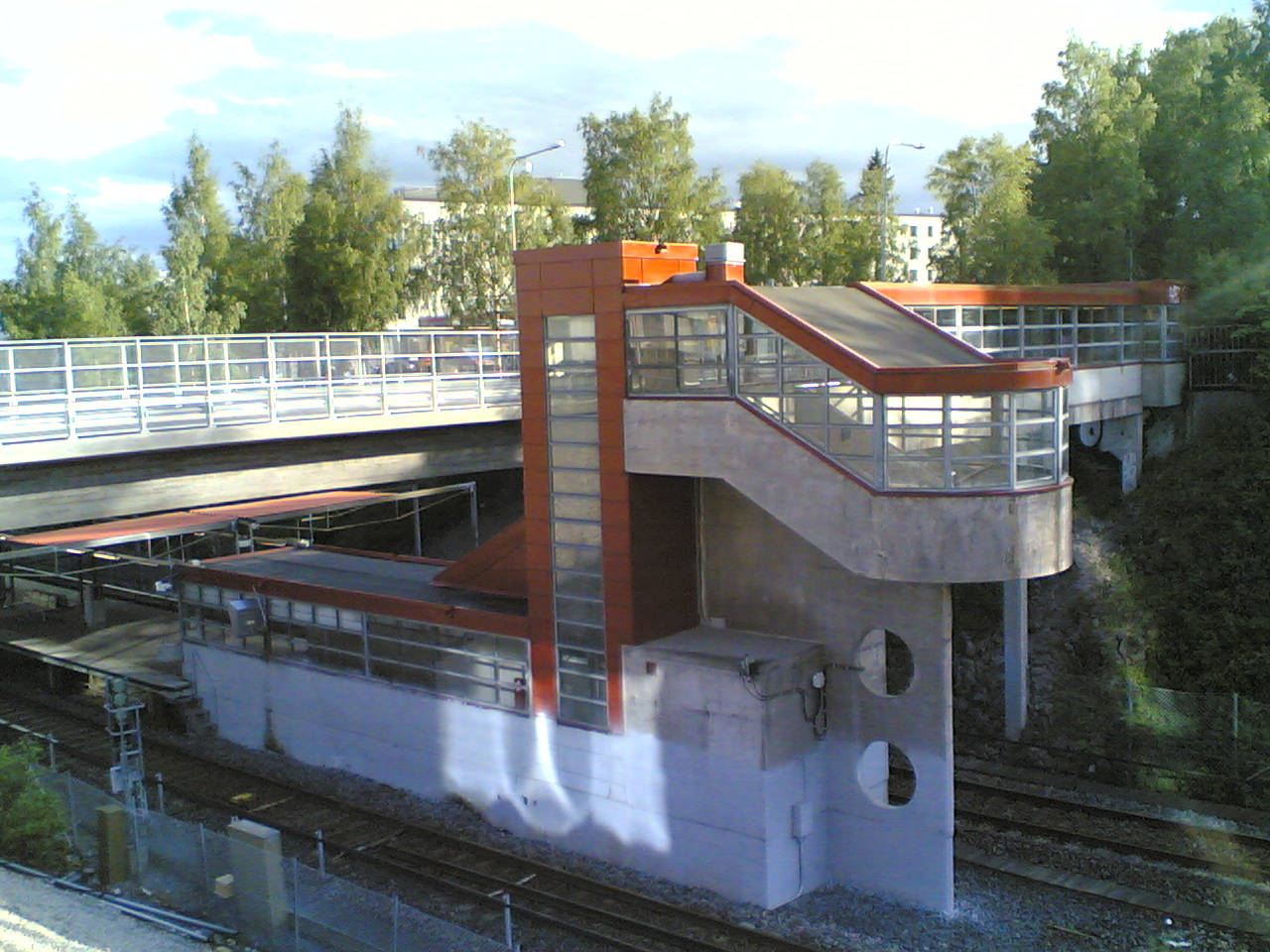

### Desserte
Myllypuro est desservie par les rames de la ligne M2 du métro d'Helsinki.

Installations et desserte
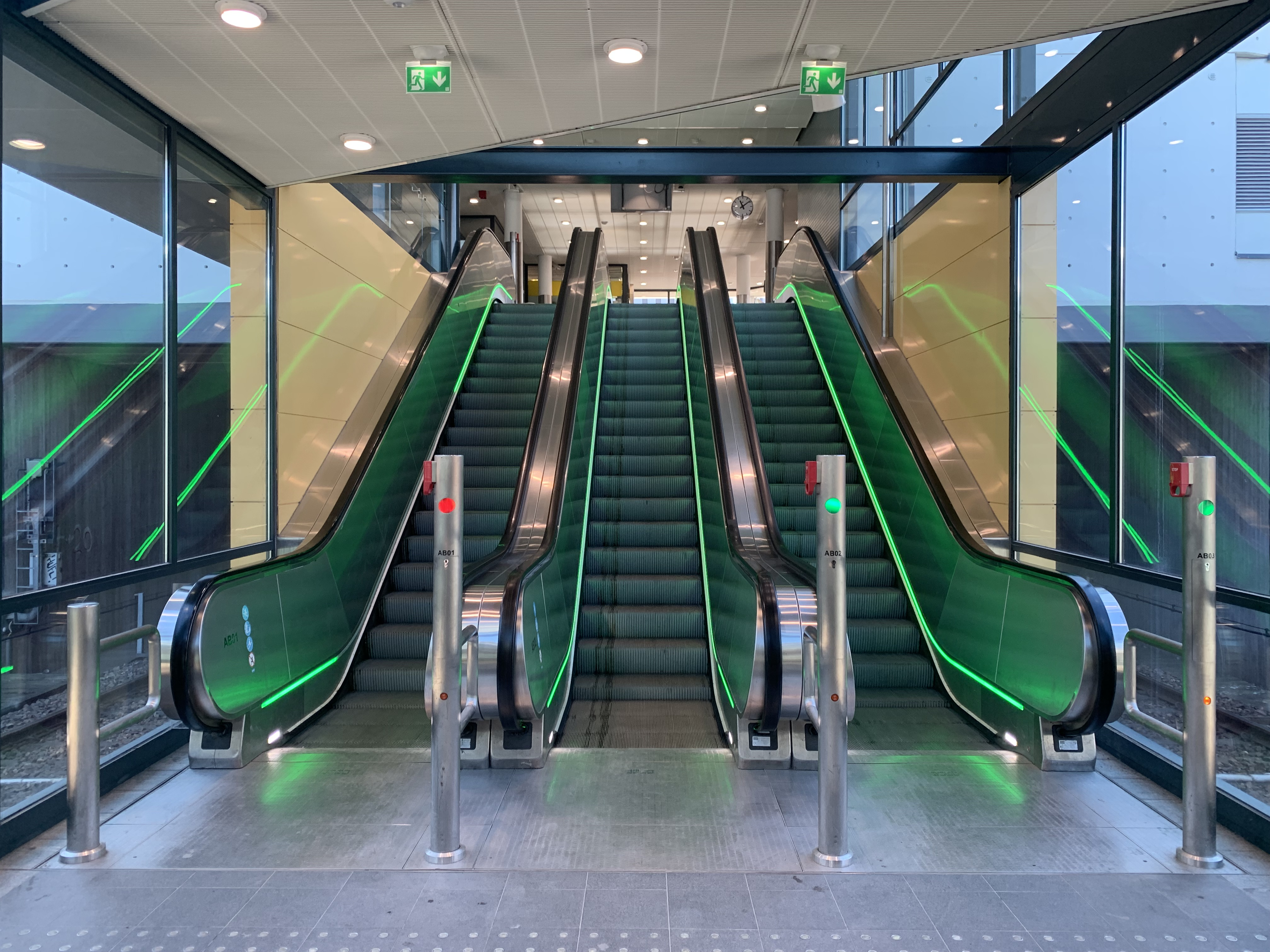
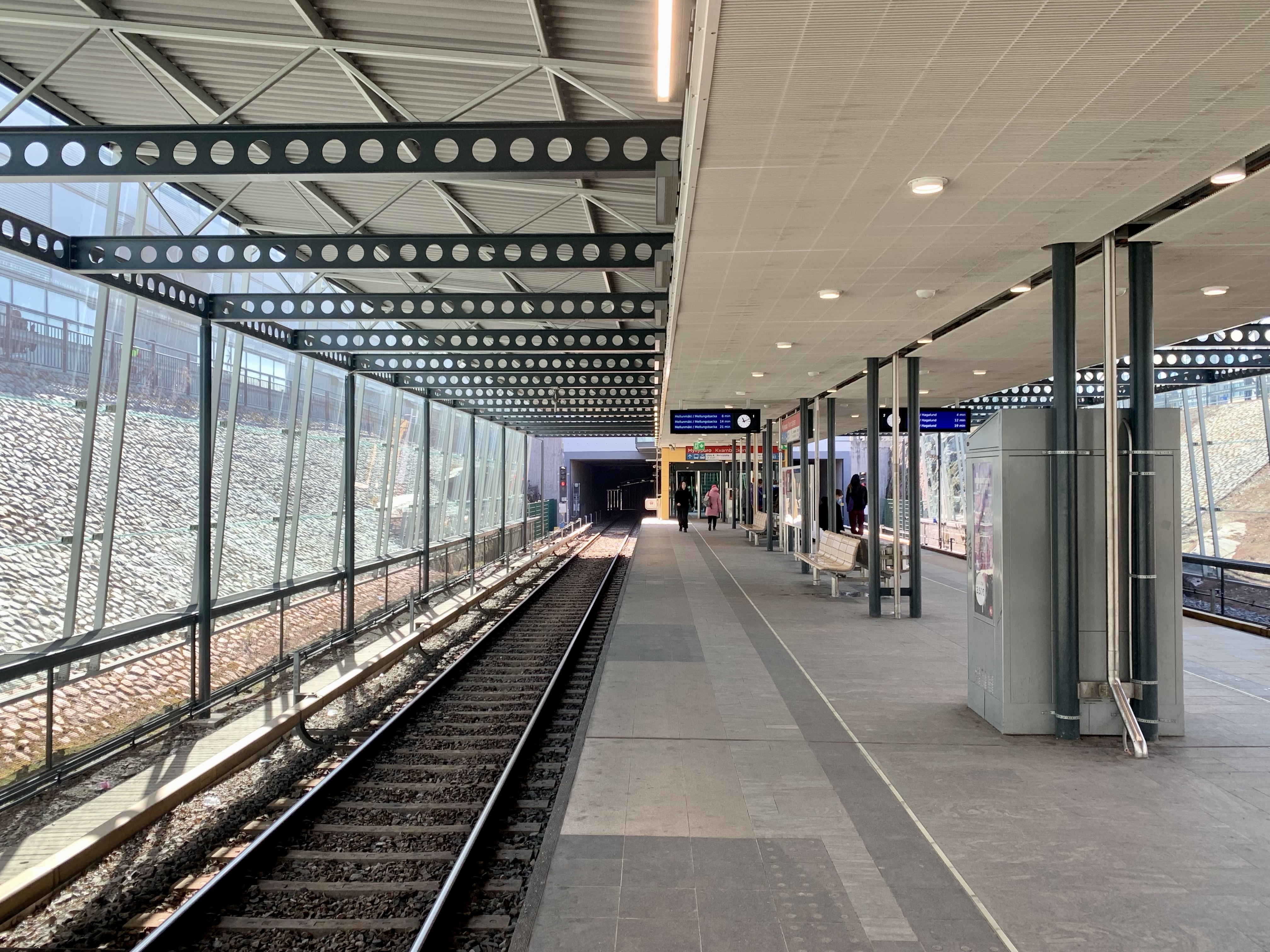
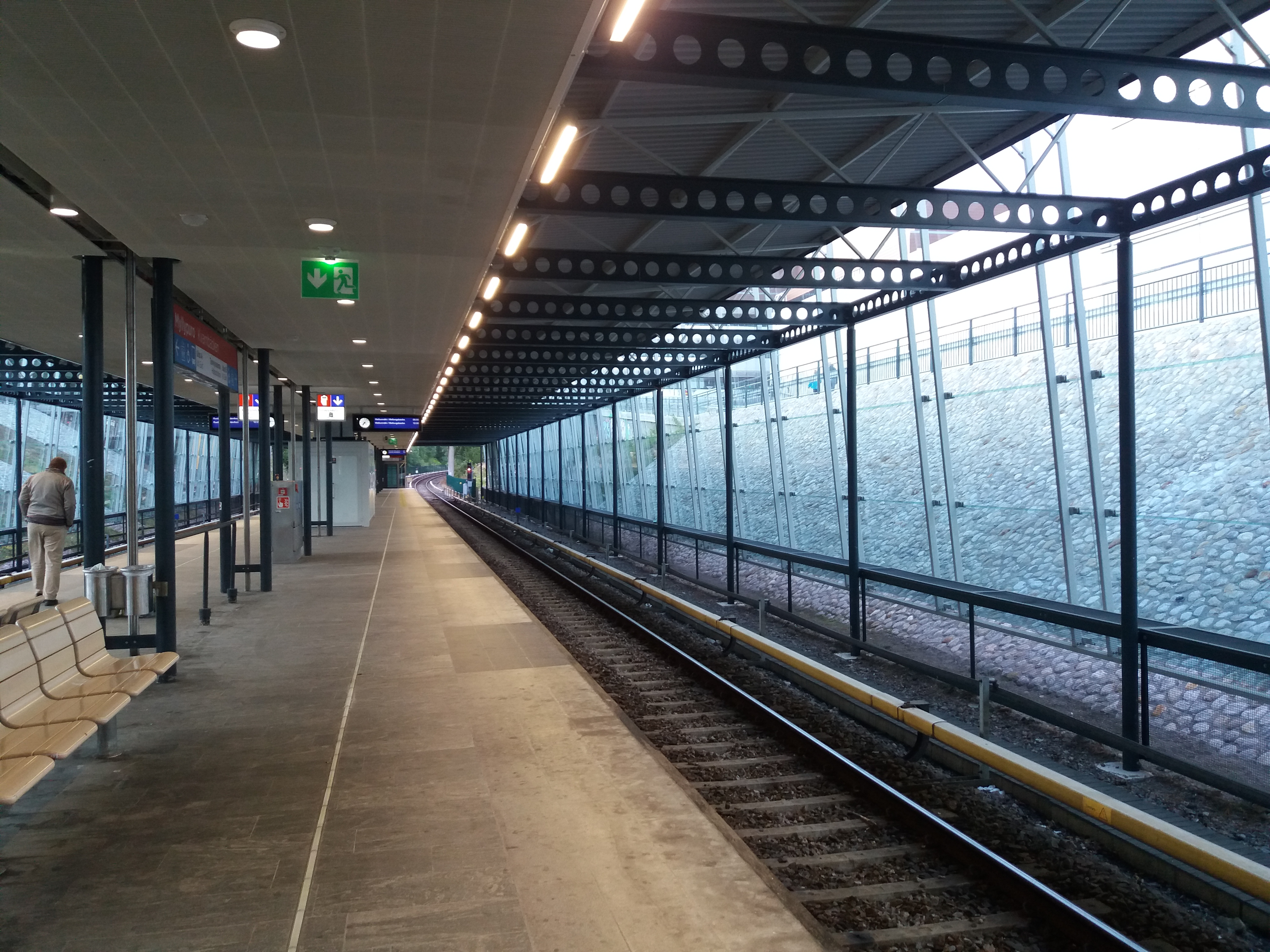

### Intermodalité
Elle dispose de parking pour les vélos et les véhicules. Des arrêts de bus sont présents à proximité.